# Kirnati
Kirnati (en georgiano: კირნათი) o Tsijcha (en abjasio: Цыхьча, romanizado: Tsyjcha) es una aldea que pertenece a la parcialmente reconocida República de Abjasia, parte del distrito de Gulripshi, aunque de iure pertenece al municipio de Gulripshi de la República Autónoma de Abjasia de Georgia.

## Toponimia
Hasta el 3 de septiembre de 1948, la aldea era denominada Suli (en georgiano: სული).

## Geografía
Kirnati se encuentra en las estribaciones de los montes de Abjasia. La aldea se encuentra a 40 km de Gulripshi y se administra desde el pueblo de Tsebelda. 

## Demografía
La evolución demográfica de Kirnati entre 1959 y 1989 fue la siguiente:
| 56                                                  | 14 |
| (Fuente: Population of Abkhazia since Soviet times) |    |

Antes de la guerra de Abjasia, la mayoría de la población local eran georgianos.